# 巴伯爾父子公司
巴伯爾父子公司（J. Barbour & Sons Ltd.） 是一家英國服裝公司，旗下的產品奢侈品牌均處於Barbour名下。因為主要以出產防風防水的外套出名，因而英国人会將蠟棉外套一律稱為“Barbour jacket”。
巴伯爾父子公司的創始人為蘇格蘭加洛韋人約翰·巴伯爾（John Barbour），他在1894年在英格蘭南希爾茲開設了這家公司，進口油布。1916年巴伯爾的孫子鄧肯（Duncan）將其總部搬到倫敦温布尔登，不過1981年又再次搬回了南希爾茲。巴伯爾曾獲得英女王伊利沙伯二世、愛丁堡公爵菲利普親王以及查理斯王子頒授皇家御用许可。

## 外部連結
- 官方网站